# Novi vek
Novi vek je zgodovinsko časovno obdobje, ki se je začelo leta 1492 z odkritjem Amerike ter končalo s koncem prve svetovne vojne leta 1918. V tem obdobju so Evropejci v dobi odkritij (države, ki so zaradi lege ob Atlantiku takrat odkrivale in osvajale, so bile Portugalska, Španija, Anglija, Francija ter Nizozemska) poleg Amerike odkrili še mnoga druga dotlej neznana območja našega planeta. Velike spremembe so se zgodile v gospodarstvu in prometu. Zelo se je razvila znanost. Iznajdbe, na primer parnega stroja, električne energije in druge, so povzročile precejšnje spremembe v življenju ljudi. Nekatere evropske države so si ustvarile kolonije na drugih kontinentih, kar je sprožilo številne vojne. Je najkrajše zgodovinsko obdobje. Novemu veku sledi moderna doba oz. sodobnost.